# جان هاردویگ
جان هاردویگ (به انگلیسی: John Hardwig) فیلسوف، و رئیس گروه فلسفه در دانشگاه تنسی بود. او در زمینه اخلاق زیستی، مسائل پایان زندگی و مفهوم وابستگی معرفتی و نقش متخصصان در آن، مقالات زیادی منتشر کرده‌است. او بیشتر به خاطر مقاله‌ای در سال ۱۹۹۷ شناخته می‌شود که در آن پیشنهاد می‌کرد که افراد موظفند در شرایطی بمیرند که کسانی که آن‌ها را دوست دارند، با ادامه مراقبت از آن‌ها زندگی‌شان به‌طور جدی به خطر می‌افتد.
هاردویگ در بسیاری از نوشته‌هایش، خواستار یادگیری «هنر مردن» است، که آن را در زمانی که مرگ خیلی دیر به سراغ انسان می‌آید، به جای آرزوی زود آمدن مرگ، ضروری توصیف می‌کند. این پدیده اغلب به‌عنوان «مرحله چهارم» انتقال اپیدمیولوژیک شناخته می‌شود. او مکرراً استدلال می‌کرد که مواردی وجود دارند که در آن‌ها حق مردن وجود دارد، به‌ویژه هنگامی که طولانی شدن عمر بار بزرگی را بر دوش اطرافیان تحمیل می‌کند. استدلال‌های او در میان فیلسوفان معاصر بسیار تأثیرگذار بوده‌است.